# Отслоение сетчатки
Отслоение сетчатки — отделение слоя палочек и колбочек, то есть нейроэпителия, от пигментного эпителия сетчатки, обусловленное скоплением жидкости между ними. В здоровом глазу они тесно соприкасаются.
Отслоение сетчатки нередко приводит к значительному ухудшению зрения. Чаще всего оно возникает при травмах и близорукости, а также при диабетической ретинопатии, внутриглазных опухолях, дистрофии сетчатой оболочки и т. д.

## Причины отслоения сетчатки
Причиной отслоения считаются разрывы сетчатой оболочки. Сетчатка не сдвигается со своего места, если она герметична и в ней нет разрыва. Если разрыв образовался, то через него жидкость из стекловидного тела проникает под сетчатку и отслаивает её от сосудистой оболочки.
Основная причина формирования разрыва сетчатки — тракции стекловидного тела при изменении его нормального состояния. При наличии заболеваний стекловидное тело изменяется, становится мутным, с уплотненными волокнами, которые связаны с сетчаткой. При движении глаза тяжи (волокна) тянут сетчатку за собой, что может привести к её разрыву.
Разрывы сетчатки могут возникать также при её дистрофии (истончении). Большие разрывы часто возникают при травмах глаза.
Другими, более редкими причинами отслойки сетчатки являются тракции со стороны видоизменённого стекловидного тела без формирования разрывов сетчатки. Такое часто бывает при диабетической ретинопатии, опухолях, скоплении жидкости.
Успех лечения отслойки сетчатки напрямую зависит от своевременного обнаружения заболевания.

## Симптомы отслоения сетчатки
- Появление пелены перед глазом. Пациенты безуспешно пытаются самостоятельно устранить её, промывая глаза или закапывая капли. В этом случае важно запомнить и сказать врачу, с какой стороны первоначально появилась пелена, так как со временем она может увеличиться и занять всё поле зрения.
- Вспышки в виде искр и молний также являются характерной чертой происходящего отслоения сетчатки (фотопсии)[6].
- Искажение рассматриваемых букв, предметов, выпадение из поля зрения их отдельных участков указывает на то, что отслоение захватило центр сетчатки (метаморфопсии).
- Сужение границ поля зрения, которые соответствуют локализации отслойки сетчатки.

Обычно протекает бессимптомно, пока не возникает серозная отслойка сетчатки с вовлечением макулы.
Отслоение сетчатки невозможно вылечить медикаментозно. Единственный способ восстановить зрение и сохранить глаз — срочное проведение операции.
При отслоении сетчатки погибают нервные клетки, палочки и колбочки, и чем дольше существует отслоение, тем больше погибает этих клеток и тем хуже восстановление зрения даже после успешной операции.
Осложнения тракционной отслойки сетчатки включают прогрессирующую ишемию сетчатки и атрофию слоя фоторецепторов. При запущенном заболевании возникает опасность хронического воспаления, развития катаракты, полной потери зрения.

## Диагностика
Диагностика отслоения сетчатки требует следующих исследований:
- проверка остроты зрения определяет состояние центральной области сетчатки;
- исследование бокового зрения (периметрия) для оценки состояния сетчатки на её периферии;
- измерение внутриглазного давления (тонометрия); при отслоении сетчатки оно может быть ниже нормы (норма — 16–25 мм ртутного столба);
- электрофизиологическое исследование помогает определить жизнеспособность нервных клеток сетчатки и зрительного нерва;
- осмотр глазного дна (офтальмоскопия) позволяет точно определить места разрывов сетчатки и их количество, выявить истонченные участки, которые могут привести к возникновению новых очагов болезни;
- исследование с помощью ультразвука помогает получить информацию о размерах отслоившейся сетчатки и состоянии стекловидного тела. Это исследование особенно важно при помутнениях роговицы, хрусталика или стекловидного тела, когда увидеть сетчатку невозможно[8].

## Лечение
Цель хирургического лечения при отслоении сетчатки состоит в обнаружении разрыва сетчатки и его закрытия. Для этого вокруг разрыва вызывается воспаление посредством криопексии или лазером и последующее рубцевание в области разрыва сетчатки. Данная процедура восстанавливает её герметичность. Для улучшения герметизации производится сближение оболочек глазного яблока.
В зависимости от конкретного вида отслоения сетчатки проводятся следующие операции:
- локальное пломбирование в зоне разрыва сетчатки. Проводится в случаях, когда сетчатка отслоилась частично;
- круговое пломбирование. Его применяют при полном отслоении сетчатки;
- витрэктомия — метод, при котором удаляется изменённое стекловидное тело, вместо него вводится один из препаратов: физиологический раствор, жидкий силикон, перфторуглеродное соединение в виде жидкости или специальный газ, которые изнутри придавливают сетчатку к сосудистой оболочке[9];
- лазерная коагуляция сетчатки для ограничения области разрыва и истонченных участков сетчатки.

Комбинация этих вмешательств подбирается индивидуально для каждого пациента и зависит от того, сколько времени прошло с момента появления отслоения сетчатки, какая она по величине, сколько в ней разрывов, где они расположены.
В зависимости от конкретного случая лечение может быть проведено в один или несколько этапов.

## Профилактика
В ряде случаев можно предупредить появление отслоение сетчатки. Если у человека близорукость или дистрофия сетчатки, нужно регулярно обследоваться у офтальмолога, а при необходимости своевременно проводить профилактическое лечение. Для профилактики отслоения сетчатки применяют лазерное излучение (лазерная коагуляция сетчатки) или, при непрозрачности оптических сред, низкие температуры (криопексия).
При изменениях стекловидного тела может быть проведена операция по его замене.
Для предотвращения травм глаза, что является частой причиной отслоения сетчатки, особенно у молодых мужчин, следует соблюдать меры элементарной предосторожности и правила техники безопасности как на производстве, так и в быту.